# Elecciones al Senado de Argentina de 1895
Las Elecciones al Senado de la Nación Argentina de 1895 fueron realizadas a lo largo del mencionado año por las Legislaturas de las respectivas provincias para renovar 10 de las 30 bancas del Senado de la Nación. En la Capital Federal el senador fue electo mediante el sistema indirecto de votación, donde se eligieron a electores que luego se reunirián en el Colegio Electoral y proclamarían al senador electo.

## Cargos a elegir
| Provincia           | Senado    | Senado    |
| Provincia           | Senadores | A renovar |
| ------------------- | --------- | --------- |
| Buenos Aires        | 2         | 1         |
| Capital Federal     | 2         | 1         |
| Catamarca           | 2         | —         |
| Córdoba             | 2         | —         |
| Corrientes          | 2         | 1         |
| Entre Ríos          | 2         | —         |
| Jujuy               | 2         | 2         |
| La Rioja            | 2         | —         |
| Mendoza             | 2         | 1         |
| Salta               | 2         | —         |
| San Juan            | 2         | 1         |
| San Luis            | 2         | —         |
| Santa Fe            | 2         | 1         |
| Santiago del Estero | 2         | 1         |
| Tucumán             | 2         | 1         |
| Total               | 30        | 10        |

## Resultados por provincia
| Provincia           | Senador electo        |
| ------------------- | --------------------- |
| Buenos Aires        | Carlos Pellegrini     |
| Capital Federal     | Bernardo de Irigoyen  |
| Corrientes          | Juan Esteban Martínez |
| Jujuy               | Domingo T. Pérez      |
| Jujuy               | Cástulo Aparicio      |
| Mendoza             | Tiburcio Benegas      |
| San Juan            | Domingo Morón         |
| Santa Fe            | José Gálvez           |
| Santiago del Estero | Pedro Segundo Barraza |
| Tucumán             | Julio Argentino Roca  |

1. ↑  Renunció el 10 de mayo de 1898, lo reemplaza Miguel Cané el 15 de noviembre de 1898.
2. ↑  Renunció el 25 de diciembre de 1897, lo reemplaza Manuel Florencio Mantilla el 2 de mayo de 1898.
3. ↑  Renunció el 29 de octubre de 1901, lo reemplaza José Domingo Santillán el 3 de junio de 1902.
4. ↑  Renunció el 12 de octubre de 1898, lo reemplaza Lucas Córdoba el 15 de noviembre de 1898.

### Capital Federal
Elección el 3 de febrero de 1895. Bernardo de Irigoyen fue electo por el Colegio Electoral.
| Candidato a elector  | Votos |
| -------------------- | ----- |
| Martín Ruiz Moreno   | 5.541 |
| Hipólito Yrigoyen    | 5.541 |
| Marcelo T. de Alvear | 5.541 |
| Mariano G. Calvento  | 5.541 |
| Eduardo M. Pérez     | 5.541 |
| Enrique S. Pérez     | 5.541 |
| Ricardo Pérez        | 5.541 |
| José de Apellániz    | 5.541 |
| Mariano Candioti     | 5.541 |
| Julio Figueroa       | 5.541 |
| Agustín Vidal        | 5.541 |
| Pedro P. Paglini     | 5.541 |
| Victorio de la Canal | 5.541 |
| Miguel A. Páez       | 5.541 |
| Emilio Solani        | 5.541 |
| Daniel A. Navarro    | 5.541 |
| Desiderio Lugones    | 5.541 |
| Isidro Acevedo       | 5.541 |
| Rufino Pastor        | 5.541 |
| Mariano H. Alfameo   | 5.541 |
| Juan Bonorino        | 5.540 |
| José B. Sala         | 5.540 |